# Boliche

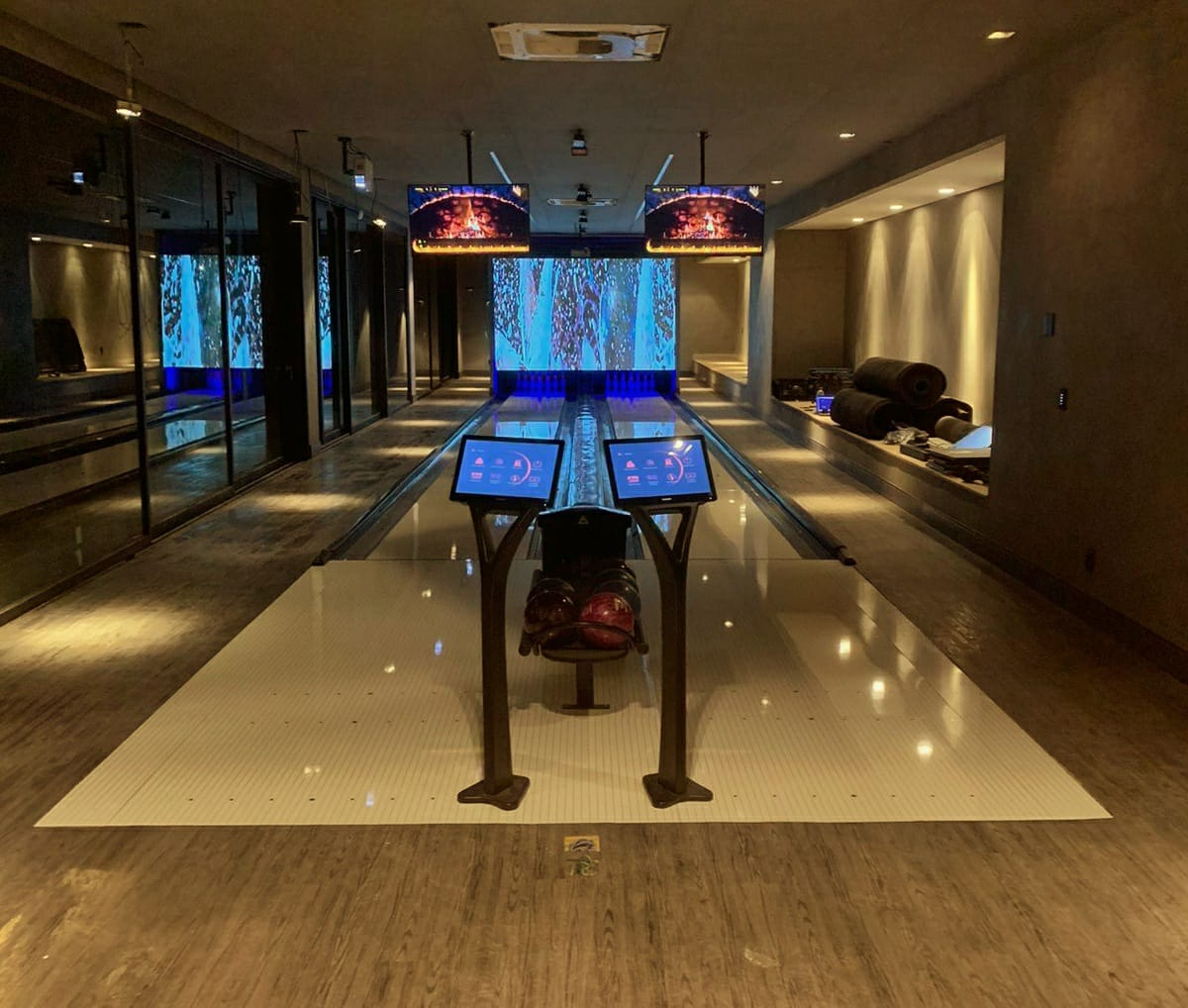
Pistas de boliche modernas.

O boliche de dez pinos (português brasileiro) ou bólingue de dez pinos (português europeu) (em inglês, tenpin bowling) é um desporto da família dos esportes de boliche, cujo objetivo é derrubar, com uma bola, dez pinos dispostos em tetráctis ao fundo de uma pista. Derrubar todos os pinos no primeiro arremesso é chamado de strike. Caso o jogador não consiga um strike no primeiro arremesso, mas consiga ter todos os pinos derrubados no seu segundo arremesso, tem-se um spare. É amplamente reconhecido como a variação mais popular dos jogos de derrubar pinos, e, muitas vezes, é chamado simplesmente de “boliche”. Trata-se de um esporte de precisão, e sua mais alta federação desportiva é a International Bowling Federation (IBF). 

## História

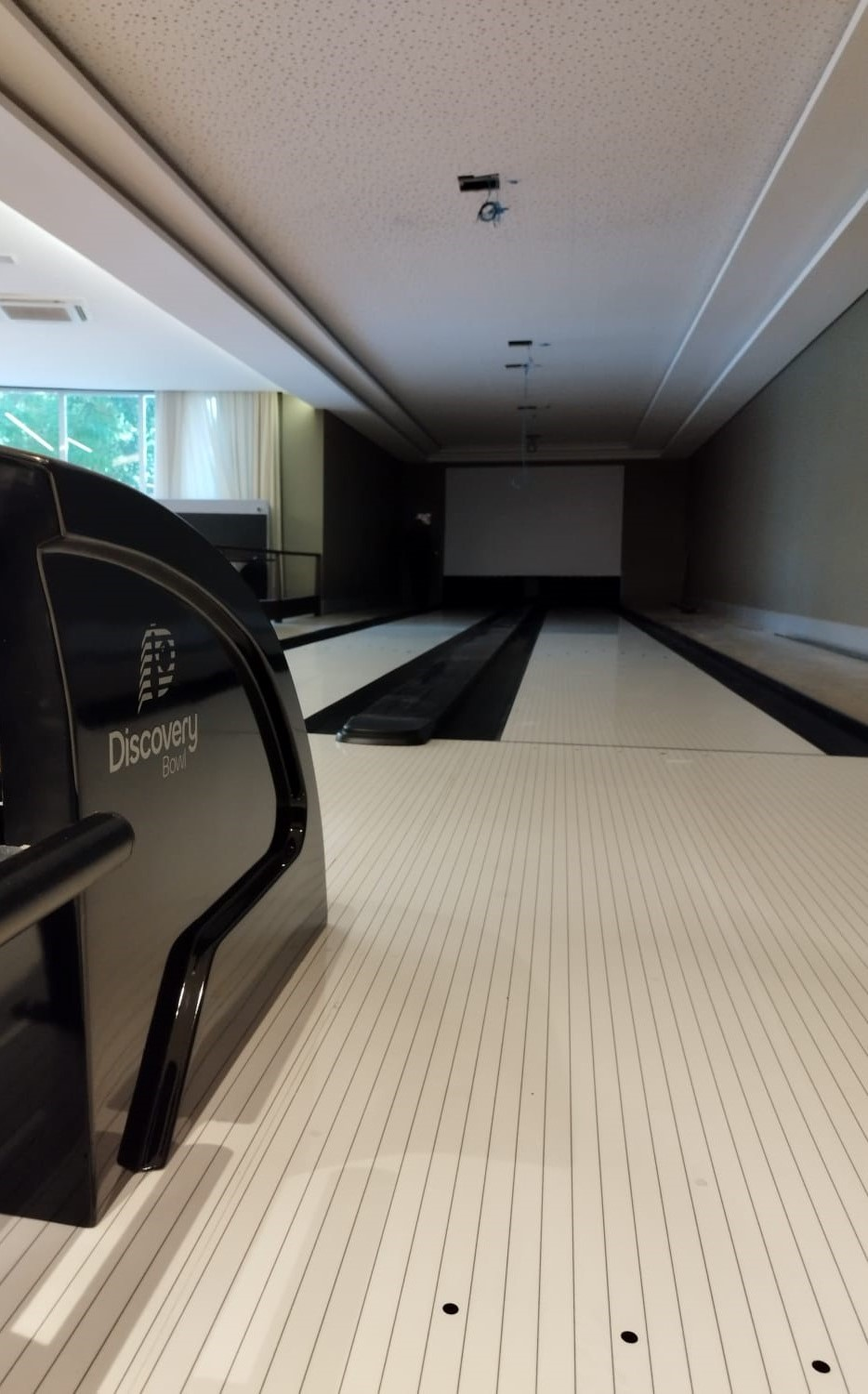
Pistas de boliche de alta performance e design minimalista, manufaturadas pela empresa Discovery Bowl®.

O boliche é um entretenimento milenar. Conta-se que foram encontradas em tumbas egípcias, pinos e bolas de um jogo de boliche primitivo. Outra lenda, um tanto macabra, conta que guerreiros de tribos antigas divertiam-se após as batalhas, usando os ossos das coxas de seus inimigos como alvo de crânios, que eram lançados colocando-se o polegar e outro dedo nas cavidades dos olhos. Na Polinésia, um antigo jogo de arremesso de bolas chamado de “ula maika” também é considerado como a origem do boliche. 

## Facilidades e Equipamento

### Faixa de falta
A IBF define que as pistas de boliche de dez pinos devem possuir antes delas uma faixa para indicar onde a pista começa e impedir o jogador de pisar nela. Essa faixa é chamada de faixa de falta (ou linha de falta), e é definida pela federação que tem no mínimo 9,5mm e no máximo 25,4mm de comprimento. Além disso, deve ter no mínimo a mesma largura da pista. O jogador não pode arremessar uma bola pisando na linha de falta nem após ela; caso o faça, ele comete uma falta.

### Approach
Antes das faixas de falta (e por extensão, antes das pistas), tem-se uma área chamada de "approach" (aproximação, em português). Essa área serve para o jogador poder andar/correr e arremessar a bola. A IBF define que ela deve ter no mínimo 4,572 metros de comprimento. O approach deve ter exatamente o mesmo nível da pista, e deve ter no mínimo a mesma largura da pista. Além disso, a IBF também permite que sejam postas marcações redondas no approach (muitas vezes usados pelo jogador para alinhamento).
Os jogadores sempre devem cuidar o máximo possível do approach para não sujá-lo nem danificá-lo. Sapatos com solas de borracha que podem danificar o piso do approach são proibidos. Alguns lugares até chegam a requerer que a pessoa use sapatos especiais para garantir a preservação do approach.

### Pistas
A pista de boliche são a superfície que vem depois da faixa de falta; é definida pela IBF como tendo cerca de 19,283 metros de comprimento do limite da faixa de falta pro lado da pista até onde a superfície da pista acaba. A pista (sem contar as canaletas) deve ter aproximadamente 1,054 metros de largura. 
A IBF também permite a colocação de até 7 setas desenhadas na superfície da pista, com medidas de até 31,8mm de largura e 152,4mm de comprimento a uma distância de 3,658 a 4,877 metros de distância da linha de falta. Essas setas devem estar equidistantes e em padrão uniforme. A IBF também permite outras marcas (como linhas e bolas) em lugares específicos, com restrições específicas.
Pistas de boliche podem ter óleo aplicado nelas em padrões variados, o que ajuda a proteger as pistas de danos. Dependendo do padrão do óleo, a forma como a bola vai deslizar e rolar também muda, o que pode dar diferentes estratégias para diferentes jogadores.

### Canaletas
As canaletas são valas dos dois lados da pista. Se a bola cair em uma das canaletas, a bola é dada como "perdida" (isto é, o jogador receberá 0 pontos para aquele arremesso, mesmo que a bola volte para a pista e derrube pinos). A IBF define as canaletas como tendo, no mínimo, 22,225cm de largura e devem ter profundidade (isto é, diferença de nível entre pista e ponto mais baixo da canaleta) de pelo menos 4,76cm. Uma das larguras mais típicas de canaletas é de 23,5cm de largura. Algumas pistas de boliche possuem dispositivos chamados "bumpers". Os bumpers formam paredes entre a pista e as canaletas, impedindo que as bolas caiam nas canaletas. Jogadores podem muitas vezes optar jogar com bumpers ou não, e caso optem, podem usá-los como estratégia para fazer a bola bater numa parede e voltar aos pinos.

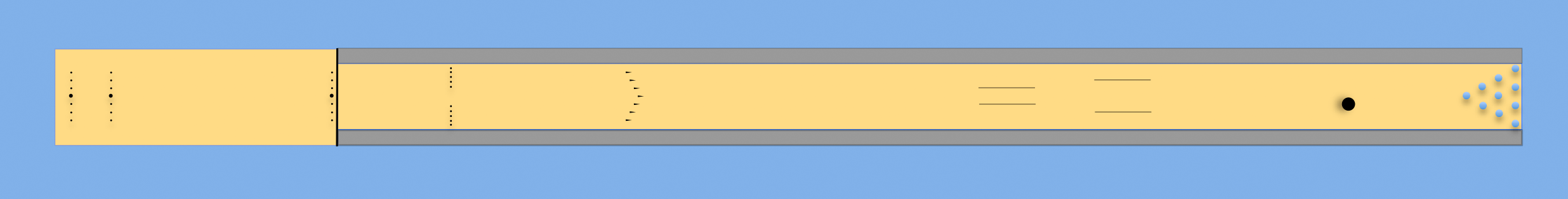
Approach, linha de falta, pista (com setas e outras marcações), canaletas, bola e pinos vistos de cima. Na boliche de dez pinos, o pino mais próximo do jogador está a cerca de 60 pés da linha de falta, o que é mais que 17 vezes a largura da pista. A ilusão de ótica de perspectiva de encurtamento (escorço) faz com que os pinos pareçam mais juntos entre si do que realmente estão.

### Pinos
A IBF define que pinos de boliche possuam um diâmetro máximo de cerca 12,15cm e altura de cerca de 38,1cm; além disso, define também que os pinos sejam numerados de 1 a 10 (com o pino mais da frente sendo nomeado o pino 1), e que se tenha o centro do pino 1 a uma distância de cerca de 18,288cm até a linha que divide a pista da faixa de falta. Os 10 pinos devem ser arranjados em tetráctis, com dois pinos adjacentes tendo distância de cerca 30,48cm, medida entre seus centros de suas respectivas circunferências. Pinos podem ser feitos de madeira ou até de material sintético.

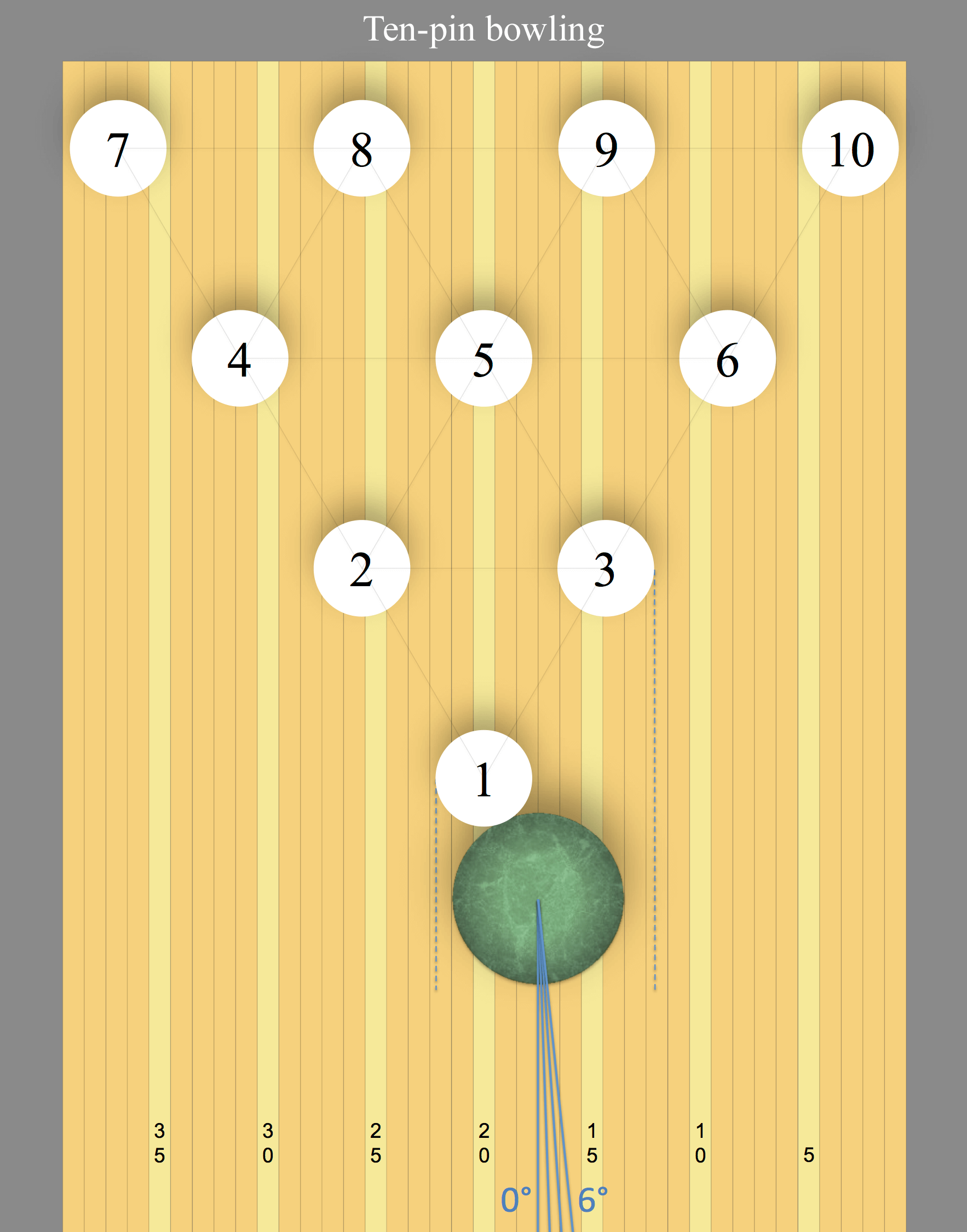
Vista de cima dos dez pinos e de uma bola de boliche. Perceba que os pinos são numerados de 1 a 10, seguindo da esquerda pra direita, do pino mais perto do jogador aos mais longes.

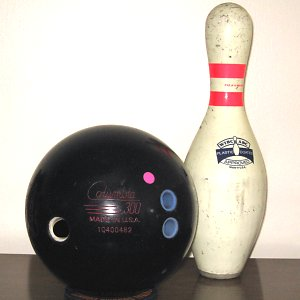
Bola e pinos, ambos do esporte de dez pinos.

### Bola

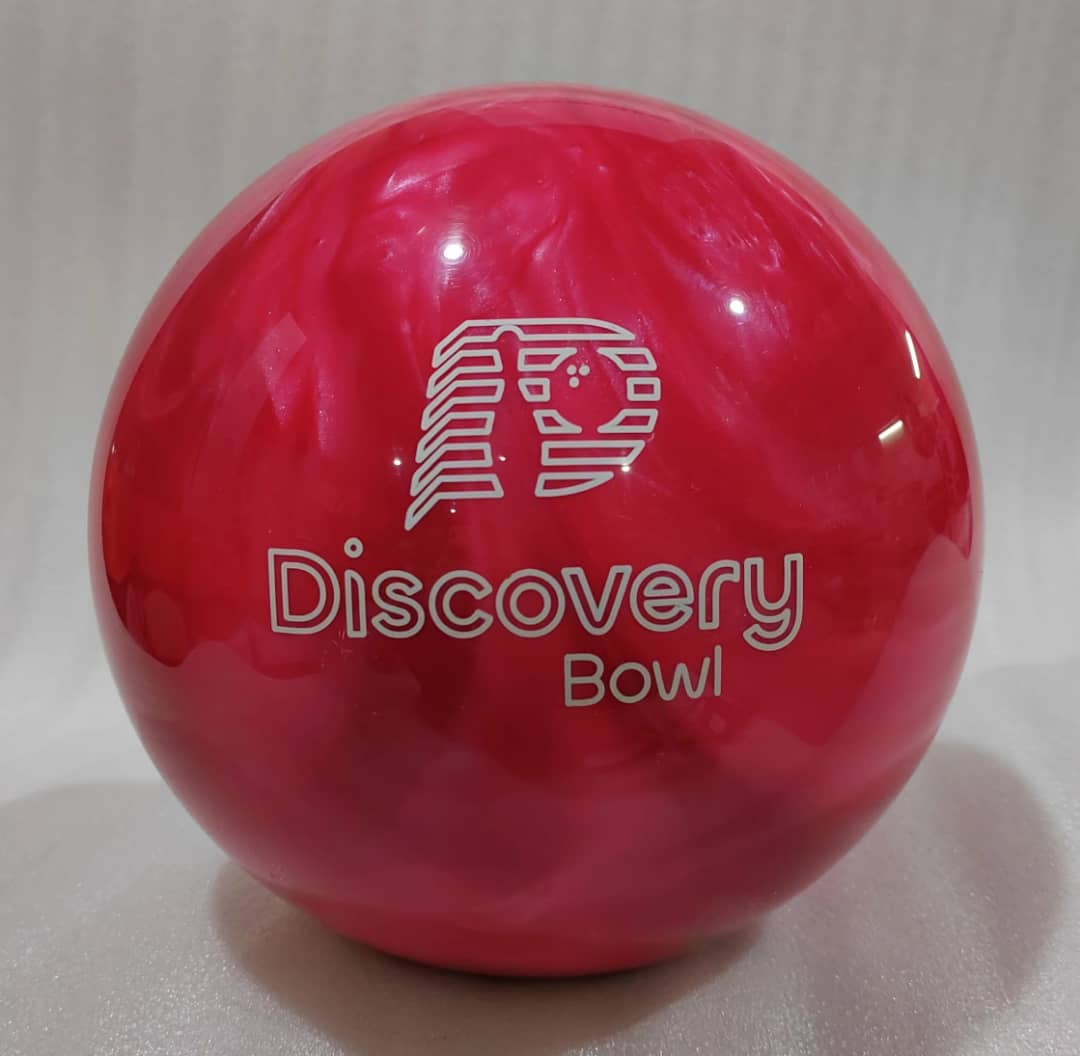
Bola de boliche de poliuretano.

A IBF define que as bolas de boliche devem ter diâmetro entre 21,59cm a 21,83cm. Devem ter peso máximo de 7,25kg. Muitas vezes, as bolas possuem números em sua superfície indicando seu peso em libras. Por exemplo, uma bola de 7,25kg corresponde a uma bola de 16 libras, portanto uma bola desse peso pode ter o número 16 escrito nela. A IBF não define peso mínimo para uma bola. As bolas devem ser feitas de material sólido. Algumas possuem buracos para inserção dos dedos.

### Fundo da pista
Após os pinos, a pista acaba e tem-se um "poço" (em inglês, "ball pit") onde a bola cai (e muitas vezes os pinos também). A IBF definiu que a profundidade do poço depende de como os pinos estão sendo recolocados (podem ser recolocados por armadores automáticos com pinos livres, armadores automáticos com pinos em cordinha, ou por pessoas). Para armadores automáticos, 12,065cm é a mínima profundidade. Já para pistas sem armadores automáticos (onde pessoas podem recolocar os pinos), a profundidade mínima é de 25,4cm.

## Funcionamento do jogo e contagem de pontos

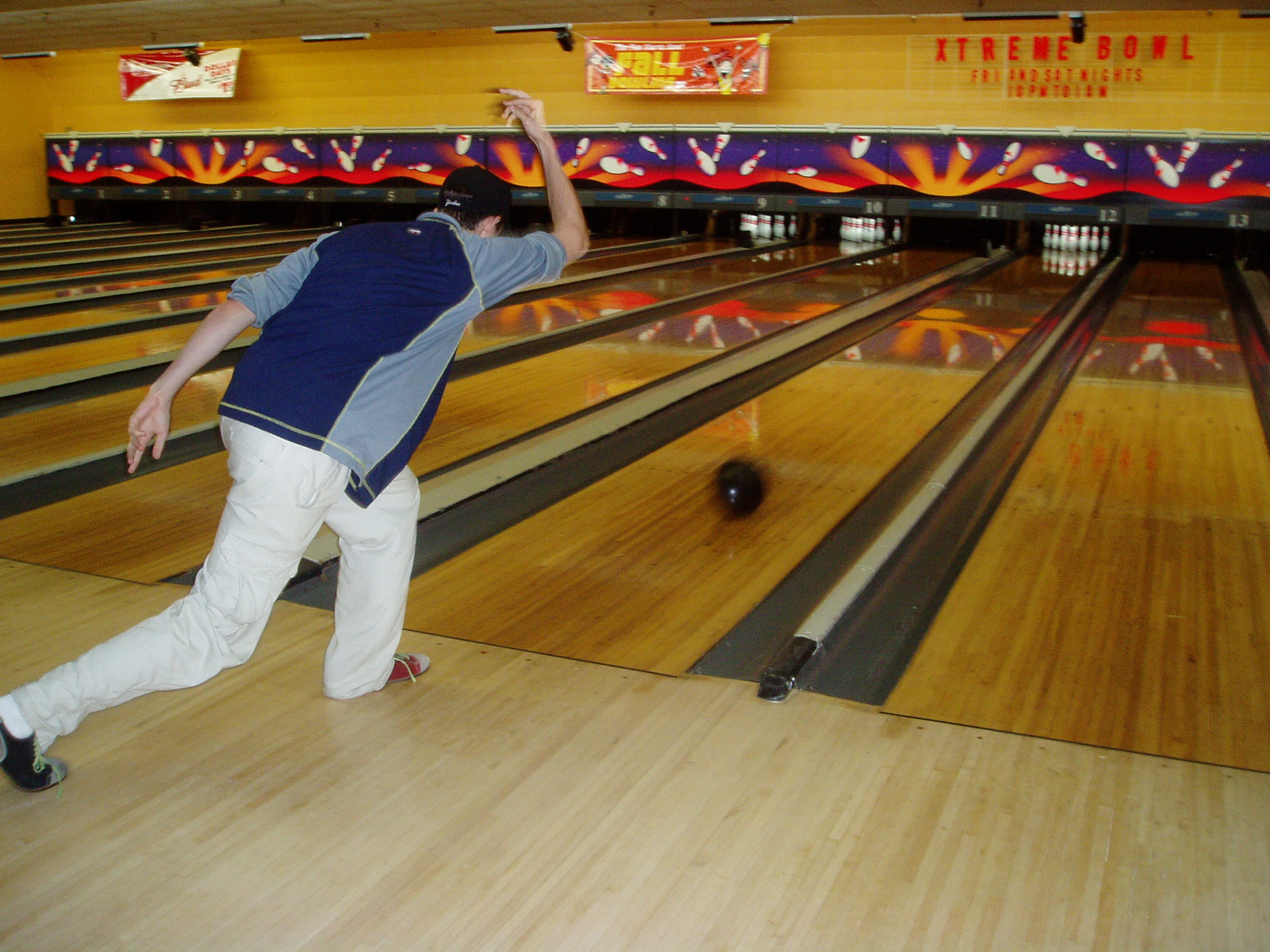
Homem jogando boliche de dez pinos.

### Funcionamento e contagem de pontos tradicionais
Uma partida de boliche é definida pela IBF como uma sequência de 10 frames. Cada frame corresponde a um turno (ou rodada) de um jogador, e naquele frame, ele tem direito a até 2 arremessos. Caso ele derrube todos os pinos no primeiro arremesso, faz um strike e seu frame atual acaba. Caso contrário, ele terá um segundo arremesso para derrubar quaisquer pinos restantes. Caso consiga, faz um spare e o frame acaba. Caso contrário, nenhum outro arremesso é concedido e o frame acaba (o que é chamado de frame aberto).
A contagem tradicional (também definida pela IBF) funciona assim: um frame aberto vale o total de pinos derrubados em cada um dos seus arremessos. Por exemplo, se em um frame, um jogador derrubar 8 pinos, e depois zero, aquele frame vale 8 pontos no total. Porém, caso o jogador faça um strike ou spare, a pontuação daquele frame fica temporariamente indefinida, a depender do próximo arremesso. Veja como strikes e spares são pontuados:l
- Strike: Um strike, marcado geralmente com a letra xis (X) ou com uma gravata borboleta (⋈), vale 10 pontos somados com a quantidade de pinos derrubados nos próximos 2 arremessos do jogador. Caso o strike aconteça no último frame (onde teoricamente não se teriam mais 2 arremessos), o jogador recebe 2 arremessos bônus para somar ao décimo frame.
- Spare: Um spare, geralmente marcado com uma barra (/) ou com um triângulo retângulo (◢), vale 10 pontos somados com a quantidade derrubada no próximo arremesso do jogador. Caso um jogador faça um spare no décimo frame, recebe um arremesso extra.

Se a bola cair na canaleta, o jogador recebe zero pontos. Às vezes, nas planilhas, arremessos assim são maracados com um menos (-).
As planilhas de boliche geralmente seguem um padrão de usar um quadrado pra cada frame, e dentro de cada frame, na metade superior, 2 quadrados menores para anotar o resultado de cada um dos arremessos (geralmente número de pinos derrubados naquele frame, ou um "X" ou "/" para arremessos que resultam em strike e spare). Na metade inferior de cada quadrado grande de frame na planilha, geralmente se deixa um espaço para colocar o total de pontos acumulados do jogador naquele frame.
Frame um: 10 + (3 + 6) = 19
Frame dois: (7 + 3) + 4 = 14

Um jogo perfeito corresponde a 10 strikes seguidos mais 2 arremessos extras do décimo frame que derrubem, ambos, todos os 10 pinos (nesse caso, esses arremessos extras também são strikes, mas não pedem por si só arremessos extras).
Quando o primeiro arremesso de um frame derruba o pino 1 e resulta em uma configuração de pinos separados, tem-se o que se chama de "split" ("dividido" em inglês). Muitas vezes o número que corresponde ao arremesso que gerou o split é circulado na planilha. Fazer um split não dá direito a nenhuma pontuação diferente, mas é no geral mais difícil de se fazer.
Existem também casos especiais de comportamento de pinos e bola. Segue os procedimentos definidos pela IBF: 
- caso a bola caia na canaleta mas depois volte a pista e derrube pinos, quaisquer pinos derrubados não deverão ser contados e deverão ser repostos caso seja o primeiro arremesso de um frame.
- Caso o jogador pise na faixa de falta ou além dela e arremesse a bola, o arremesso conta, mas quaisquer pinos derrubados não contarão e deverão ser repostos caso seja o primeiro arremesso do frame.
- Caso um pino venha a cair e depois voltar a ficar em pé, ele deve ser contado como tendo ficado em pé. Caso o jogo esteja sendo jogado numa máquina automática e a máquina erroneamente deixe cair um pino, esse pino deve ser recolocado em sua posição original.

## Aperfeiçoamento de técnicas

### Como escolher uma bola adequada
O jogador iniciante deve ir até a prateleira de bolas e procurar por uma que lhe seja o mais confortável possível.
Se você observar bem verá que toda "house ball" (bola fornecida pelo salão) tem um número que indica o seu peso (em libras) para auxiliar a sua escolha.
Experimente algumas bolas com pesos diferentes até achar a mais adequada ao seu estilo. 

### Como segurar melhor a bola
A maneira correta para uma pegada firme e confortável é introduzir o polegar no furo maior da bola e os dedos médio e anelar nos outros dois furos da bola. O consagrado manual de Boliche "Mescuille", do ex-árbitro Francês Eduardo Borbouchon (1900-1973), reúne as melhores técnicas para pegada na bola. 
Segure-a de forma correta: nem tão forte que fará com que a levante demais, nem tão fraco a ponto de soltá-la antes do ponto ideal. Para evitar esse problema, procure por bolas que tenham o tamanho dos buracos bem ajustados aos seus dedos, nem muito apertados a ponto de dificultarem a saída deles, nem tampouco muito largos pois certamente a bola irá cair de sua mão no primeiro movimento. Depois de introduzir os três dedos na bola, a palma da mão deverá "repousar" ela para indicar a melhor escolha.
Pegue a bola com as duas mãos e, se tiver que aguardar um pouco a sua vez de jogar, segure-a no braço esquerdo caso seja destro ou no direito caso seja canhoto, assim você não cansa o braço de arremesso e evita que seus dedos fiquem suados.

## Glossário
- 1001: apelido da figura formada quando restam os pinos 7-10. É o "split" mais difícil para se fechar (fazer "spare"), porém o seu fechamento não é impossível. Alguns jogadores já conseguiram esse feito geralmente usando a tabela lateral.
- 2002: apelido da figura formada quando restam os pinos 4-6-7-10. (em inglês: "big ears" ou "big four" ou "golden gate")
- "all events": total geral da pontuação de todas as partidas disputada no evento. Geralmente é usado para classificar individualmente o atleta, somando-se todas as partidas disputadas, independentemente das fases do evento (que podem ser: individual, duplas, tercetos, quartetos, quintetos, sextetos ou times)
- "approach": área anterior à pista até a linha de falta, onde o jogador caminha fazendo os movimentos para o arremesso.
- "back up": jogada de efeito na qual a trajetória da bola lançada com o braço direito faz uma curva à direita, ou quando lançada com o braço esquerdo faz uma curva à esquerda.
- "baby split": figura formada quando restam dois pinos para a segunda jogada (podem ser os pinos 2-7 ou 3-10); "baby" porque a distância entre estes pinos é menor do que o diâmetro da bola, tornando possível derrubá-los fazendo a bola passar entre eles.
- "blind": pontos do jogador ausente numa rodada de um torneio ou campeonato. Geralmente considera-se a média do jogador menos 10 pontos.
- bola morta: alerta em voz alta dada pelo fiscal de pista ou outro jogador quando percebe que falta algum pino no lançamento da primeira bola, invalidando a jogada.
- "break point": espaço onde a bola jogada com efeito "prende-se" à pista fechando a sua trajetória em direção ao "pocket".
- broche de ouro: quando se consegue três "strikes" consecutivos no fechamento da linha.
- canaleta: depressão que existe à esquerda e à direita da pista, destinada a evitar que a bola invada as pistas vizinhas.
- "double" ("duque" ou "ligue"): quando se consegue dois "strikes" consecutivos.
- "dutch" 200: uma partida de exatamente 200 pontos conseguida através de "strikes" e "spares" alternados.
- encarar: quando a bola atinge o pino 1 frontalmente, geralmente resulta em "split" ou "furo"
- "five bagger" (ou "quina-ligue"): quando se consegue cinco "strikes" consecutivos.
- "four bagger" (ou "quadri-ligue") quando se consegue quatro "strikes" consecutivos.
- "frame": cada uma das dez jogadas possíveis, cada "frame" permite a jogada de até duas bolas (se fizer "strike" na primeira bola lançada muda-se de "frame"). O décimo "frame" permite três bolas desde que se consiga primeiramente um "strike" ou um "spare"
- fritar ou furar: errar totalmente o(s) pino(s). (em inglês "open" ou "miss")
- "handicap"(hdp): vantagem numérica utilizada para haver equilíbrio entre jogadores de níveis diferentes, resultante de um cálculo segundo uma fórmula que varia conforme as regras do evento.
- "hook": jogada de efeito em que a bola lançada com o braço direito faz uma curva à esquerda.
- "house ball": denominação das bolas de boliche destinadas ao público, pelos centros de boliche
- "in a row" ("na fila" ou "em seguida"): mensagem que aparece em alguns monitores do sétimo ao décimo primeiro "strikes" consecutivos.
- João e Maria: figura que resulta da posição de dois pinos, um atrás do outro, restantes após o primeiro lançamento (podem ser os pinos 1-5 ou 2-8 ou 3-9) os americanos chamam o pino escondido e esta figura de "mother in law" = "sogra".
- linha: partida ou jogo ("game").
- linha ou partida real: quando se consegue completar uma linha somente com "strikes" e/ou "spares".
- linha ou partida perfeita ou 300: quando se consegue completar uma linha somente com "strikes". O máximo que se consegue numa mesma linha são DOZE "strikes", embora tenha 10 frames, o décimo "strike" consecutivo numa mesma linha dá o bônus de mais 2 jogadas extras. A pontuação máxima, sem "handicap", é de 300 pontos.
- mensageiro ou pescador: apelido do pino que atravessa o pin-deck depois dos demais. Por sorte, às vezes, esse pino derruba o último pino em pé.
- "pacer": denominação do jogador que participa de uma ou mais rodadas de um torneio, porém sem que sua pontuação seja considerada na classificação ou premiação. Geralmente o "pacer" substitui alguém para completar o grupo e não alterar o ritmo de jogo.
- pêndulo: movimento realizado para lançamento lançamento da bola.
- "pin deck": área localizada no final da pista, onde ficam os 10 pinos montados em formato triangular.
- pino mestre: apelido do pino 1. Diz-se que o jogador erra a jogada quando a primeira bola não atinge o pino 1.
- "pocket" (em inglês significa "bolso") diz-se quando a bola "encaixa" com precisão entre entre os pinos 1-3, quando o jogador é destro ou 1-2 quando é canhoto.
- "poff": quando restam dois pinos próximos um do outro e a segunda bola acerta apenas o pino da frente.
- "qualifying": denominação de um torneio classificatório, normalmente destinado a selecionar um grupo de jogadores que irão participar de outro evento.
- "railroad": figura formada quando restam pinos separados por distancia maior, o que torna obrigatório o lançamento de um ou mais pinos sobre o(s) outro(s). (por exemplo: 4-10, 6-7, 5-7, 5-10, 2-10, 2-4-10 etc) * vide "split".
- "round robin": sistema de disputa no qual cada jogador joga contra todos os outros conforme uma tabela escalonada.
- "six pack": (ou "sena-ligue") quando se consegue seis "strikes" consecutivos.
- "spare": derrubar os pinos restantes na segunda jogadas (seu símbolo é um travessão "/").
- "split": figura formada quando restam pinos afastados um do outro (exceto quando um deles é o pino 1), dificultando o fechamento do "spare". Obs.: em alguns monitores tal jogada é sinalizada por um retângulo ou círculo vermelho em volta do número de pinos derrubados na primeira jogada.
- "split" garaginha: figura formada quando restam dois pinos paralelos sendo possível derrubá-los passando a bola entre os dois (podem ser os pinos 2-3 ou 4-5 ou 5-6 ou 7-8 ou 8-9 ou 9-10).
- "scratch": denominação da pontuação obtida sem o acréscimo do "handicap".
- "strike": derrubar todos os dez pinos na primeira jogada(seu símbolo é a letra xis "X ").
- "turkey" ("tri-ligue" ou "peru"): quando se consegue três "strikes" consecutivos (em inglês" turkey" significa "peru", daí surgir em alguns monitores de vídeo o desenho dessa ave).
- "washout": figura formada quando restam os pinos 1-2-4-10 ou 1-2-10 para os destros ou 1-3-6-7 ou 1-3-7 para os canhotos